# Johann Paul Hebenstreit

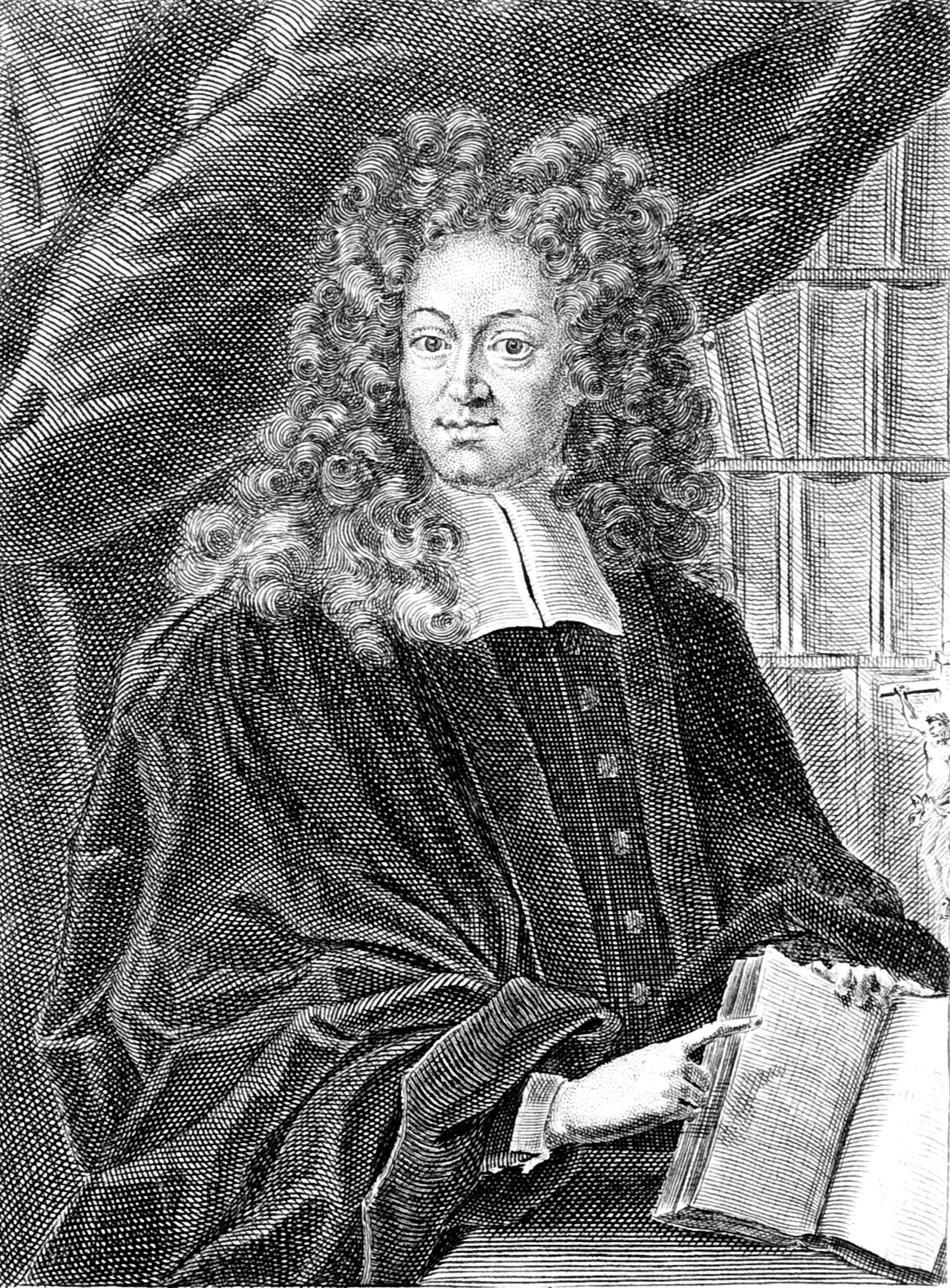
Johann Paul Hebenstreit

Johann Paul Hebenstreit (* 25. Juni 1660, 1662 oder 1664 in Neustadt an der Orla; † 6. Mai 1718 in Erfurt) war ein deutscher Moralphilosoph und lutherischer Theologe.

## Leben
Hebenstreits Eltern waren der damalige Rektor der Schule in Neustadt an der Orla und der spätere Pfarrer in Neuenhofen Johannes Hebenstreit (* 22. Juni 1626 in Neustadt an der Orla; † 26. Mai 1682 in Neuenhofen) und dessen Frau Regina Stemler († 4. August 1711 in Neustadt an der Orla), Tochter des Archidiakons in Neustadt an der Orla David Stemler (* 1594 in Neustadt an der Orla; † 6. Januar 1659 ebd.) und dessen am 18. November 1623 geheirateten Frau Catharina Schuckel (get. 13. Januar 1604 in Arnstadt; begr. 31. Mai 1654 in Neustadt an der Orla).
Zunächst ging er an die Schule seiner Geburtsstadt, danach an das Gymnasium Rutheneum in Gera und an das Gymnasium Illustre in Gotha. Am 18. Juni 1679 immatrikulierte er sich an der Universität Jena, wo er anfänglich philosophische Studien bei Johann Frischmuth, Erhard Weigel, Caspar Posner, Valentin Veltheim, Georg Schubart und Caspar Sagittarius absolvierte.
Nachdem er am 14. Mai 1681 den akademischen Grad eines Magisters der philosophischen Wissenschaften erworben hatte, verfolgte er theologische Studien bei Johannes Musaeus, Friedemann Bechmann und Johann Wilhelm Baier. Danach beteiligte er sich am Vorlesebetrieb der Jenaer Hochschule, wurde Adjunkt der philosophischen Fakultät und 1685 außerordentlicher Professor der Philosophie. 1687 wurde er ordentlicher Professor der Ethik, 1689 erhielt er zudem die Professur der Politik und war im Sommersemester 1691 Rektor der Alma Mater. Nachdem man ihn zum Konsistorialrat von Sachsen-Eisenach ernannt hatte, promovierte er 1697 an der Universität Altdorf zum Doktor der Theologie und wechselte am 23. September 1701 als Professor der Theologie und Kirchengeschichte an die theologische Fakultät. 1705 folgte er einem Ruf als Superintendent nach Dornburg, erhielt den Titel eines fürstlich Sachsen-Weimarischen Konsistorial- und Synonalrats und trat als Gegner des Pietismus in Erscheinung. 1718 legte er dieses Amt nieder und zog sich ins Privatleben nach Erfurt zurück, wo er verstarb.

## Familie
Hebenstreit war drei Mal verheiratet.
Seine erste Ehe schloss er am 21. November 1687 mit Anna Sophia Balduin (begr. 6. Februar 1705 Kollegienkirche Jena), Tochter des Anwalts, Schönburgischen Rats in Gera und Amtmann in Glaucha Johann Friedrich Balduin und dessen Frau Anna Christina Ziegener.
- Johann Friedrich Hebenstreit (* 3. April 1691 in Jena; † 7. März 1731 in Buttstädt) ⚭ 1714 Margarethe Elisabeth Kirmse, die Tochter der Weimarer Kammerschreibers Johann Jakob Kirmse
- Johann Erhard Hebenstreit (* 8. Juli 1693 in Jena)
- Johann Ernst Hebenstreit (* 8. Juli 1693 in Jena)
- Johanna Friderika Hebenstreit ⚭ Camburg/Saale 21. November 1723 mit dem Bürger und Kaufmann Johann Friedrich Bertram (* Calbe)

Seine zweite Ehe ging er am 13. April 1706 in Dornburg mit Christina Elisabeth Ilgen (* 26. Dezember 1677 in Camburg/Saale), Tochter des Notars und Bürgermeisters in Camburg/Saale Jacob Ilgen, ein.
- Friedrich Wilhelm Hebenstreit (* 1706 in Dornburg; † 8. September 1788 ebd.) Bürgermeister und Landrichter Sulza, später herzogl. sachsen-Weimarischer Rentsekretär verh. mit Maria Dorothea Lesch († 4. Dezember 1766 in Dornburg), die Tochter des Pfarrers in Pfuhlshorn Johann Karl Lesch
- Laurentius Traugott Hebenstreit (* 3. Oktober 1715 Neustadt an der Orla)
- Johann Karl Gottlob Hebenstreit (* 1717) 1730 Uni. Jena, 1731 Uni. Leipzig, 1737–1749 kaiserl. und kurf. sächsischer Soldat, 1747–31. Januar 1749 kurf. sächs. Fourir

Seine dritte Ehe schloss er mit Christiane Eleonore Köhler († 30. Juli 1750 in Jena).

## Werke (Auswahl)
- Disp. acad. de praedestinatione prima: in qua de voce praedestinationis, eius genere, causis eius in genere, & in specie de causa efficiente agitur. Jena 1680 (reader.digitale-sammlungen.de).
- Disp. acad. de praedestinatione secunda: in qua de quaestione utrum praedestinationis decretum absolutum sit nec ne? agitur. Jena 1680 (reader.digitale-sammlungen.de).
- Disp. acad. de aeternitate Dei, Simoni Episcopio Arminiano inprimis opposita. Jena 1682 (reader.digitale-sammlungen.de).
- Disputatio Moralis De Conscientia Practica Et Eius Obligatione. Jena 1683 (digitale.bibliothek.uni-halle.de).
- Disputatio Academica De Simplicitate Dei, Simoni Episcopio Arminiano inprimis opposita. Jena 1684 (reader.digitale-sammlungen.de).
- Disp. acad. de naturali existentiae Dei notitia. Jena 1685 (reader.digitale-sammlungen.de).
- Disputatio Academica De Omnipraesentia Dei. Jena 1686 (diglib.hab.de).
- Exercitatio pneumaticaœ de notitiis Dei naturalibus cum insitis tum acquisitis. Jena 1688 (reader.digitale-sammlungen.de).
- Disputatio politica, de imperio mariti in uxorem, Germanice, Vom Männer-Recht. Jena 1689 (reader.digitale-sammlungen.de).
- De Libertate Arbitrii, Contra Reformatos Inprimis D. Samuelem Andreae. Jena 1691 (reader.digitale-sammlungen.de).
- De horrendo terrae Siculae motu nuper exorto. Jena 1693 (reader.digitale-sammlungen.de).
- Dissertationes Academicarum Pentas. Jena 1694 (reader.digitale-sammlungen.de).
- Epistola ad Praesules Magnificos, atque Celeberrimos Theologos, Dn. L. Conradum von der Lage. 1694 (reader.digitale-sammlungen.de).
- Theologia naturalis. Jena 1696 (reader.digitale-sammlungen.de).
- De legibus ecclesiasticis. Jena 1698 (reader.digitale-sammlungen.de).
- De legibus ecclesiae universae, pariterque de iis, in quibus illae conditae sunt, conciliis, inprimis oecumenicis, contra Bellarminum & Baronium veritatem historicam pevertentes. Jena 1699 (reader.digitale-sammlungen.de).
- Programma de theologis summis multiplici calumnia appetitis: quo ad lectiones publicas, quae contra sectam Pontificiam … adornabuntur … commilitones doctissimi perhumaniter invitantur. Jena 1700 (reader.digitale-sammlungen.de).
- Diss. hist.-theol.œ de canonibus, ut dicuntur vulgo, apostilicis: ad commonstrandos Iuris Ecclesiastici fontes, & ad illud Gelasii apud Gratianum c. Sancta Romana Dist. XV. extans dictum: Liber canonum Apostolorum apocryphus, adversus Pontificias detorsiones vindicandum. Jena 1701 (reader.digitale-sammlungen.de).
- Disputatio historico-theologica de Augustanae Confessionis nomine et causis. Jena 1702 (reader.digitale-sammlungen.de).
- Collegii theol. exegetici disp. Tertia, De Scripturae Sacrae sensu. Jena 1703 (reader.digitale-sammlungen.de).
- Collegii theol. exegetici disp. … Quarta, De Scripturae Sacrae sensu literali et mystico: pro B. Glassio, aliisque Jenensibus Theologis contra diversam nonnullorum sententiam potissimum conscripta. Jena 1704 (reader.digitale-sammlungen.de).
- Diss. theol. de peccati natura et adaequata mensura. Jena 1708 (reader.digitale-sammlungen.de).
- Diss. theol. de peccati consequentibus culpa, reatu & poenis. Jena 1709 (reader.digitale-sammlungen.de).
- Diss. theol. de operationum in Christo communicatione. Jena 1711 (reader.digitale-sammlungen.de).
- Diss. theol. de idiomatum in Christo communicatione, ac speciatim de primo eius genere. Jena 1712 (reader.digitale-sammlungen.de).